# Ondřej Horák (výtvarník)
Ondřej Horák (* 16. května 1976, Sydney) je český výtvarník, ilustrátor, propagátor výtvarného umění, autor výstavních projektů, galerijní pedagog, autor řady publikací a držitel ceny Magnesia Litera z roku 2015 za knihu pro děti a mládež. V některých případech používá pseudonym Fuczik.

## Život
V letech 2005–2009 působil jako externí lektor v Národní galerii v Praze. Od roku 2009-2011 byl vedoucím Lektorského centra GASK, které se snaží představovat umění jako součást běžného života. Během svého života se zapojil do řady projektů a některé z nich sám inicioval. Většina z nich byla uměleckého zaměření. V roce 2019 napsal scénář a námět pro dětský pořad Skobičky na stanici ČT:D a v roce 2020 byl průvodce pořadem Průvodce výtvarným uměním. V minulosti se podílel na vytváření doprovodného programu Ceny Jindřicha Chalupeckého a galerie tranzitdisplay.
Ondřej Horák je také autorem několika debatních pořadů Křeslo pro hosta (2010–2011), Nažive!(2012) nebo UM! (2016–2018).

## Projekty
- 2006–2010 projekt Bezinka (s Monikou Sybolovou)
- 2007–2010 spoluautor mezinárodního uměleckého projektu Cargo
- 2010–2011 Obrazy pro nevidomé
- 2011 Obrazy u seniorů
- 2011–2012 Věznice: místo pro umění
- 2019 Nezůstaneš sám (projekt pro hospic)

### Máš umělecké střevo?
Projekt Máš umělecké střevo? je zaměřený na současné výtvarné umění a způsoby jeho výuky na základních a středních školách přes platformu MUS. Realizuje také různé výstavy a festivaly do prostor galerijních institucí pod značkou Apendix Art. Vznikl v České republice, ale postupně se šíří i do dalších zemí. Dlouhodobá spolupráce s Národní galerií Praha, Moravskou galerií v Brně, Centrem současného umění DOX, Galerií Rudolfinum, Slovenskou národní galerií v Bratislavě, Ludwig Múzeum v Budapešti nebo Státní uměleckou sbírkou v Drážďanech pomáhají k propojení galerijních a vzdělávacích institucí (základní a střední školy).

## Knihy
Je spoluautorem několika knih, které se převážně věnují umění.
- (2014) Proč obrazy nepotřebují názvy – v roce 2015 obdržela tato kniha ocenění Magnesia litera v kategorii knih pro děti a mládež[6]
- (2016) Průvodce neklidným územím I – Příběhy českého výtvarného umění (1900–2015)
- (2017) Klacky v galerii, obrazy za miliony a co znamená krabice od pracího prášku
- (2018) Průvodce neklidným územím II – Příběhy české architektury
- (2021) Průvodce neklidným územím III – Příběhy české a slovenské fotografie
- (2021) Ztracený svatý (Horák/Kusá)

## Ceny
- 2019 - Nejkrásnější české knihy roku (Učebnice pro školy všech stupňů a ostatní didaktické pomůcky - 3. místo) - Proč umění?
- 2015 - Magnesia Litera (Litera za knihu pro děti a mládež) - Proč obrazy nepotřebují názvy[7]
- 2015 - Zlatá stuha (Výtvarná část: Literatura faktu pro děti a mládež) - Proč obrazy nepotřebují názvy[8]